# Secretaría de Comunicaciones
La Secretaría de Comunicaciones de Argentina fue una secretaría de estado del gobierno nacional dependiente del Poder Ejecutivo Nacional.

## Historia
En mayo de 1958, luego de una modificación del gabinete, el Ministerio de Comunicaciones —creado en 1949— desapareció; y se creó la «Secretaría de Comunicaciones» en el ámbito del Ministerio de Obras y Servicios Públicos. En septiembre de 1966, el Poder Ejecutivo modificó el gabinete creando la «Secretaría de Estado de Comunicaciones», en la órbita del Ministerio del Interior. Luego, en octubre de 1973, por decreto del presidente Juan Domingo Perón, se constituye en el Ministerio de Economía la «Secretaría de Comunicaciones».
En el marco de una nueva reorganización del gabinete en marzo de 1981 el Poder Ejecutivo creó el Ministerio de Obras y Servicios Públicos, conformado por la «Subsecretaría de Comunicaciones», entre otras. En diciembre del mismo año, por decreto presidencial, esa misma subsecretaría pasó a depender de la Secretaría de Servicios Públicos del mismo Ministerio.
Mediante Decreto 15/1983, se la volvió a transformar en Secretaría, dependiente del mismo Ministerio. El Decreto 134/1983 estableció sus funciones.

En junio de 1990 se creó la Comisión Nacional de Telecomunicaciones, que sustituyó a la Subsecretaría de Comunicaciones. Y en diciembre de 1991 se creó, en el ámbito del Ministerio de Economía y Obras y Servicios Públicos, la «Secretaría de Obras Públicas y de Comunicaciones», compuesta por la «Subsecretaría de Obras Públicas» y la «Subsecretaría de Comunicaciones».
Por decreto del presidente Fernando de la Rúa en diciembre de 1999, se constituyó bajo la denominación de «Secretaría de Comunicaciones», en el ámbito del Ministerio de Infraestructura y Vivienda. En mayo de 2003 pasó al ámbito del Ministerio de Planificación Federal, Inversión Pública y Servicios.
En diciembre de 2015, por decreto del presidente Mauricio Macri, se creó el Ministerio de Comunicaciones.